# Орбитальная сварка

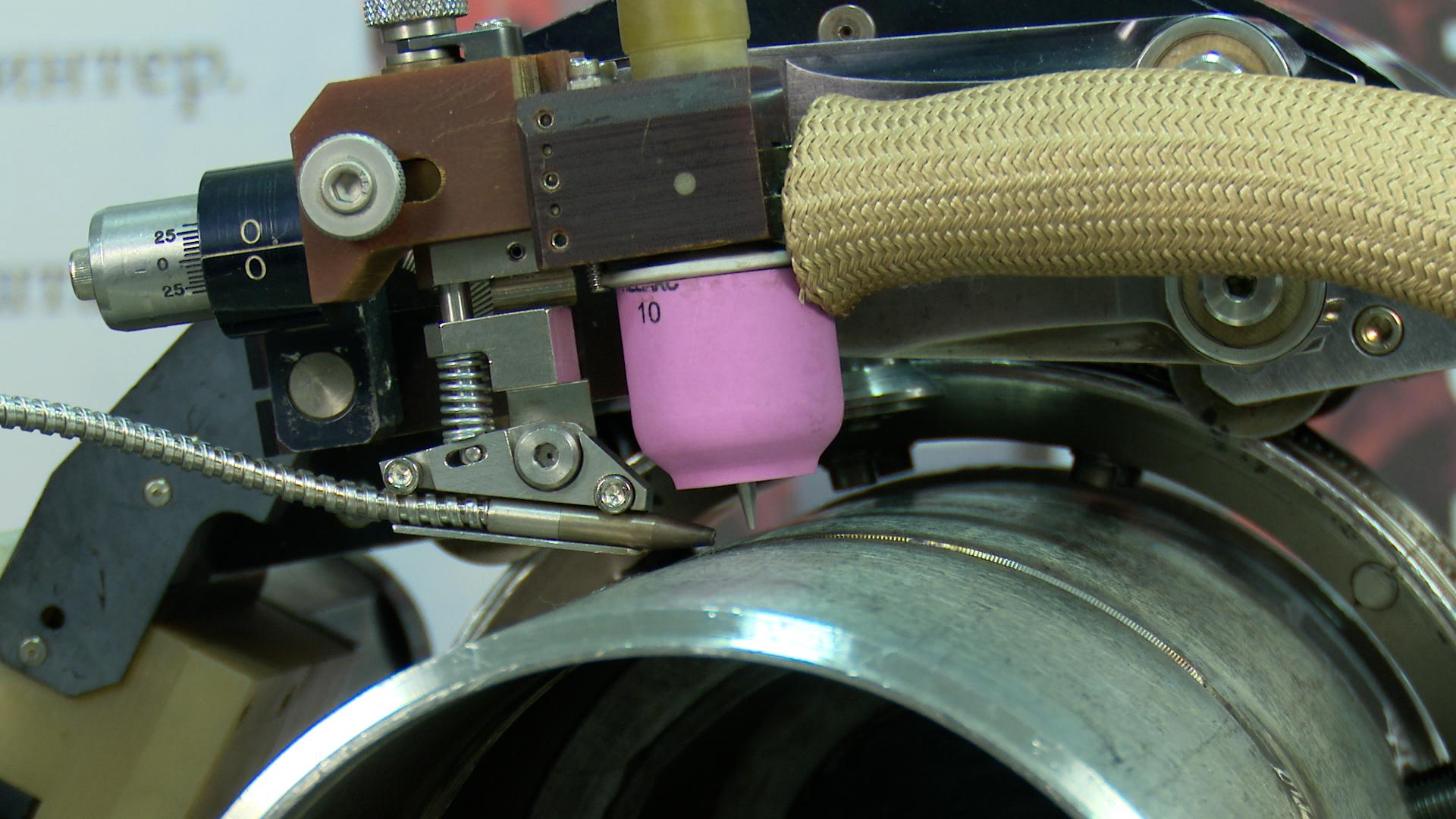
Головка орбитальной сварки труб.

Орбитальная сварка представляет собой специализированный способ сварки, при котором дуга механически поворачивается на 360° (180 градусов в двойной сварке) вокруг статической заготовки, представляющей собой такой предмет как труба или др. При орбитальной сварке с компьютерным управлением процесс выполняется с наименьшим вмешательством оператора. 

## История
Процесс орбитальной сварки был изобретен более 50 лет назад для решения проблемы ошибки оператора при аргонодуговой сварке.

## Оборудование
Основными компонентами  системы орбитальной сварки является источник питания и контроллер, сварочная головка и, при необходимости, механизм подачи проволоки. Сварки материалов определенных размеров и типов  требует использование воды/теплоносителя. Существует большое количество факторов, которые могут оказать влияние на результат сварки. Это длина дуги, величина и частота импульсов сварочного тока, скорость сварки, инертный защитный газ, тип основного материала, наполнителя, подготовка под сварку и теплопроводность. Высокое качество сварного шва достигается благодаря детальному знанию процесса и точному регулированию всех этих параметров индивидуально для каждого сварочного процесса.

## Применение

### Процесс сварки
Орбитальная сварка применяется при  сварке труб. Процесс сварки программируется с учётом имеющегося задания.
Сварочные головки процесса содержат систему прецизионных планетарных редукторов, которые могут изнашиваться с течением времени. Им требуется  постоянная чистка и обслуживание.
Успех орбитальной сварки  зависит от наличия достаточно чистого аргона.  Для стандартных промышленных сварок его чистота должна составлять 99.995% . Для некоторых применений необходимо использовать аргон ультра высокой чистоты - 99.9998% .

### Материалы
Орбитальная сварка  почти всегда  осуществляется Вольфрамовым электродом в среде инертного газа (TIG-сварка / аргонодуговая сварка)  с помощью нерасходуемых электродов с дополнительной "холодной" или "горячей" подачей присадочной проволоки Этим методом свариваются  высокопрочные, жаропрочные и коррозионно-стойкие стали, нелегированные и низколегированные углеродистые стали, никелевые сплавы, титан, медь, алюминий и их сплавы.

### Диаметры труб
Благодаря точности орбитальной TIG сварки головками закрытого типа свариваются  трубы самых маленьких  диаметров -  от 1.6 мм.,  свариваются и трубы с большим диаметром - до 170 мм.  
Для труб диаметром от 8мм. и неограниченно большого диаметра (вплоть до плоских поверхностей) можно использовать сварочные головки открытого типа.
Толщины стенок труб

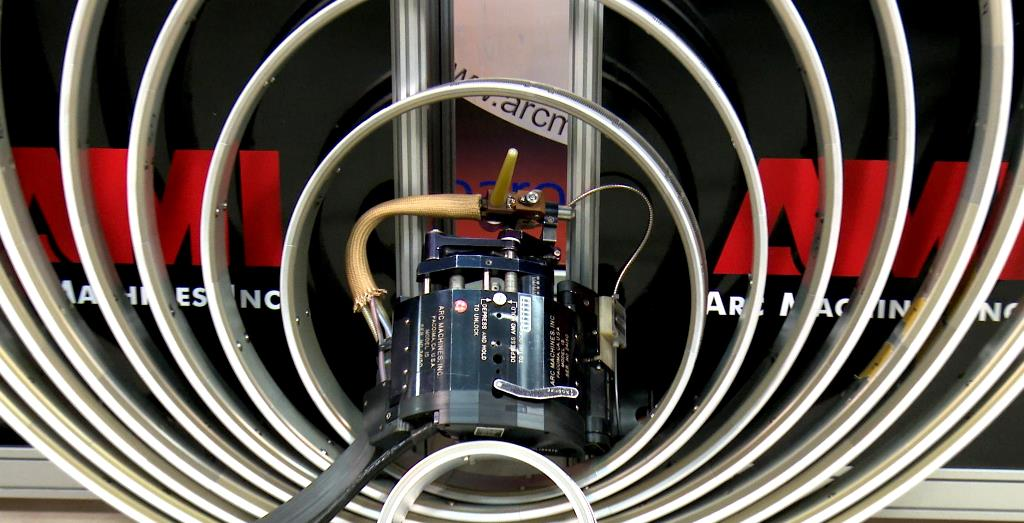
Орбитальная сварка труб большого диаметра с присадочным материалом

Максимальная толщина стенок свариваемых труб при сварке оплавлением составляет 4.0мм (для нержавеющих сталей) и 3.0мм (для низколегированных сталей).
При больших толщинах применяется сварка с присадочным материалом. При этом максимальная толщина стенки может составлять 150мм и более.

### Бизнес-сектор и рынки

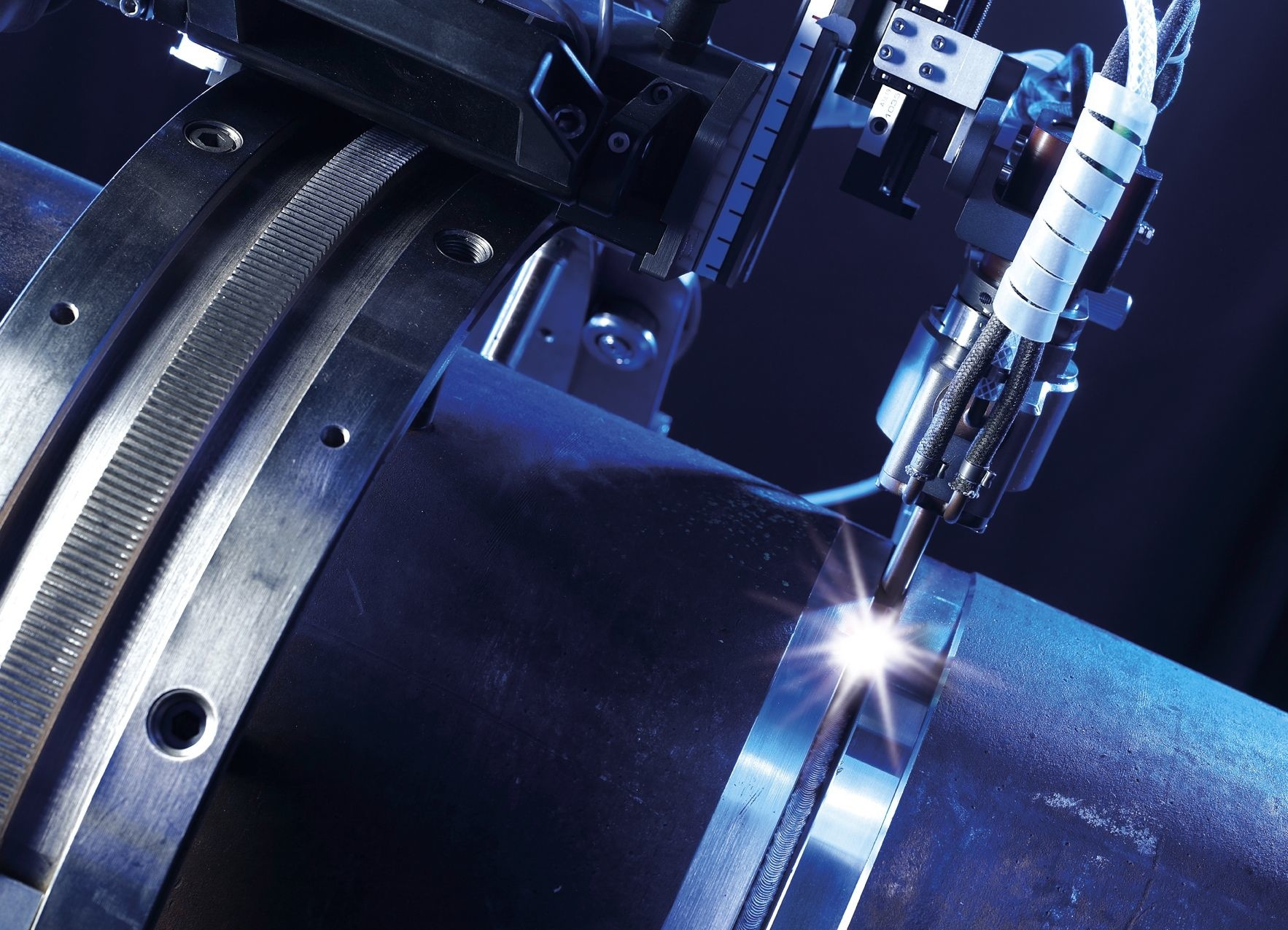
Орбитальная сварка в производстве электростанций

Благодаря возможности получения изделий высокой чистоты, орбитальная сварка нашла свое место в производстве компонентов для полупроводниковой промышленности, в пищевой промышленности, фармацевтике, химическом машиностроении, автомобилестроении, биотехнологии, судостроении и аэрокосмической отрасли.  Автоматизированная орбитальная сварка TIG используется  в строительстве электростанций (ТЭС, АЭС).